# Европейская лаборатория нелинейной спектроскопии
Европейская лаборатория нелинейной спектроскопии (итал. Laboratorio europeo di spettroscopia non lineare), также называемая LENS (сокр. англ. European Laboratory for Non-linear Spectroscopy) — итальянский междисциплинарный исследовательский центр, специализирующийся в области спектроскопии.

## История
LENS учреждёна в 1991 году при Флорентийском университете итальянским Министерством университетских, научных и технологических исследований (ит.) по инициативе профессора физической химии Флорентийского университета Сальваторе Калифано и тогдашнего директора Национального института ядерной физики Руджеро Керцоли.

## Цели
Деятельность LENS преследует три основные цели:
- содействие научному сотрудничеству между европейскими исследователями в области линейной и нелинейной спектроскопии
- предоставление квалифицированным исследователям самых современных из имеющихся приборов и соответствующей помощи и консультаций
- разработка, планирование и реализация исследований в сотрудничестве с другими университетами и институтами на национальном и международном уровне.

## Организационная структура и органы правления
В соответствии со своим общеевропейскими целями LENS имеет ярко выраженную международную и многопрофильную структуру. В совет директоров входят 7 человек:
- директор LENS
- представитель Флорентийского университета
- два представителя итальянского Национального исследовательского совета (ит., CNR)
- представитель Института квантовой оптики общества Макса Планка в Гархинге
- представитель института AMOLF (нид.) в Амстердаме
- представитель Института фотоники (исп.) в Барселоне
- представитель Университета Пьера и Марии Кюри в Париже.

На 2025 год действующим директором LENS, назначенной ректором Флорентийского университета по предложению совета директоров, является Элизабетта Чербаи.
Директору оказывает поддержку Европейский комитет, в состав которого входят ректор Флорентийского университета и представители четырех престижных европейских университетов и исследовательских центров (помимо членов совета директоров, также представители Мадридского университета Комплутенсе и Университета Кайзерслаутерна (нем.)), а также международный научный совет, состоящий из экспертов в направлениях исследований, проводимых в лаборатории.

## Местонахождение

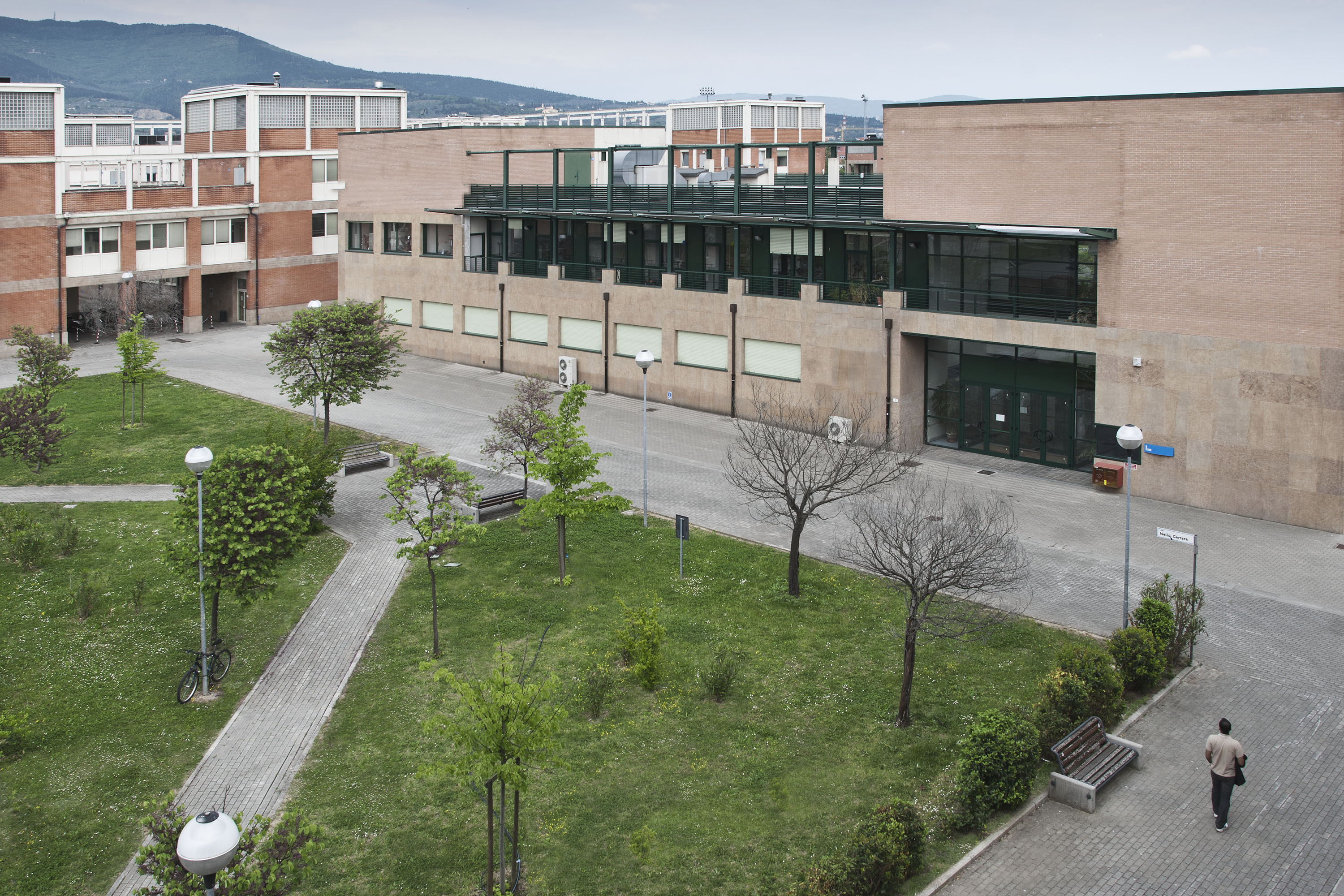
Штаб-квартира LENS в Научно-технологическом центре Флорентийского университета в Сесто-Фьорентино

В течение многих лет лаборатория располагалась на историческом холме Арчетри. В конце 2001 года LENS переместили в научно-технологический центр Флорентийского университета в Сесто-Фьорентино.

## Научные исследования
LENS основана группой исследователей, работавших в области физики атомной и молекулярной лазерной спектроскопии, но за десятилетия работы область исследований расширилась и стала более разнообразной, включив в себя физику холодных атомов (конденсат Бозе — Эйнштейна и ферми-газ), физику сложных и неупорядоченных систем, фотохимию, биохимию и биофизику, квантовую биологию, материаловедение, фотонику, биофотонику, физику конденсированного состояния вещества, анализ, консервацию и реставрацию произведений искусства. Все эти области исследований используют общую основную методологию: использование лазерного излучения для исследования вещества.
Научно-исследовательские группы, работающие в LENS, занимаются тремя основными направлениями исследований: квантовые технологии, фотоника и биофотоника.

## Европейский консорциум Laserlab
LENS участвует в консорциуме Laserlab-Europe с момента его основания, предоставляя доступ к своим лабораториям в рамках программы Европейской комиссии по транснациональному доступу к исследовательской инфраструктуре. LENS принимает активное участие в двух из пяти совместных исследовательских проектах (Joint Research Activities), предусматриваемых консорциумом: ALADIN и OPTBIO.

## Преподавание и обучение
В LENS проводится подготовка докторов философии, организованная совместно с Флорентийским и другими европейскими университетами, а также программа стипендий для постдокторантов. Обе инициативы частично финансируются европейскими программами Marie Skłodowska-Curie Actions (англ.) и Erasmus Mundus.

## Достижения
В 2017 году итальянское Национальное агентство по оценке университетской системы и исследований (ит.) в своей трехлетней оценке исследований (за период 2011-2014 годов) поместило LENS на первое место по физике и второе место по химии среди малых итальянских исследовательских организаций.